# Praebullalveolina
Praebullalveolina es un género de foraminífero bentónico de la familia Alveolinidae, de la superfamilia Alveolinoidea, del suborden Miliolina y del orden Miliolida. Su especie tipo es Praebullalveolina afyonica. Su rango cronoestratigráfico abarca el Eoceno superior.

## Clasificación
Praebullalveolina incluye a la siguiente especie:
- Praebullalveolina afyonica †